# Івановське (Мантуровський район)
Івановське (рос. Ивановское) — присілок в Мантуровському районі Костромської області Російської Федерації.
Населення становить 4 особи. Входить до складу муніципального утворення Октябрське сільське поселення.

## Історія
Від 1944 року населений пункт належить до Костромської області.
Від 2007 року входить до складу муніципального утворення Октябрьское сельское поселение.

## Населення
| 2008 | 2010 | 2014 |
| ---- | ---- | ---- |
| 1    | ↗5   | ↘4   |